# Musica sciamanica
La musica sciamanica comprende sia la musica usata come componente dei rituali degli sciamani, sia la musica che si riferisce, o si ispira, a questi. Il rituale dello sciamano è appunto un rituale e non una prestazione artistica e questo fatto ne modella la relativa dimensione musicale. Nello sciamanesimo lo sciamano ha un ruolo musicale più attivo rispetto a quello delle pratiche dei medium posseduti dagli spiriti. Uno sciamano usa vari modi per creare suoni a cui sono attribuiti scopi differenti. Di particolare rilievo sono la canzone dello sciamano e il suonare il tamburo sciamanico. Recentemente sono emersi in Siberia gruppi musicali che si ispirano alla tradizione culturale sciamanica. Nell'ovest lo sciamanesimo è servito come sfondo immaginativo per le musiche dirette al alterazione degli stati di coscienza. La Corea ed il Tibet sono due culture in cui la musica del rituale sciamanico ha interagito molto da vicino con altre tradizioni.

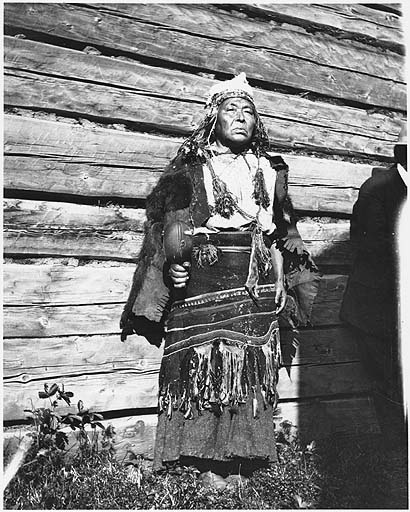
Sciamano di Gitksan con sonaglio

## Prestazione sciamanica e prestazione musicale
Anche se gli sciamani usano il canto, il tamburo e talvolta altri strumenti, un rituale sciamanico non è una prestazione musicale in senso stretto: la musica è diretta più agli spiriti che a un probabile pubblico. Ne conseguono da ciò diverse implicazioni. In primo luogo, una prestazione rituale sciamanica è, soprattutto, una serie di azioni e non una serie di suoni musicali. In secondo luogo, l'attenzione dello sciamano è diretta verso l'interno, verso la visualizzazione del mondo spirituale e la comunicazione con gli spiriti, e non all'esterno verso gli ascoltatori che potrebbero essere presenti. In terzo luogo, è importante per il successo del rituale, che il relativo contesto sia definito come chiaramente differente da quello di qualunque genere di intrattenimento. In quarto luogo, gli elementi teatrali che talvolta si aggiungono per impressionare un pubblico, mostrano l'autenticità del contatto con gli spiriti piuttosto che il virtuosismo musicale dell'esecutore. Dalla prospettiva musicale le prestazioni rituali sciamaniche hanno la caratteristica peculiare della discontinuità. Le rotture possono accadere perché risulta difficile comunicare con uno spirito, o perché lo sciamano deve chiamare uno spirito differente. Tipicamente, le fasi della prestazione sono interrotte bruscamente, forse per essere ricominciate dopo una pausa, forse no. La dimensione ritmica della musica dei rituali degli sciamani è stata messa in relazione sia con l'idea di comprensione dei ritmi della natura sia a un processo di riarticolazione magica di questi.

## Sciamanesimo e possessione
È stato proposto che la possessione da parte degli spiriti e lo sciamanesimo coinvolgano generi opposti di stati di coscienza. Lo sciamano entra attivamente nel mondo degli spiriti, negozia col suo spirito assistente personale e ancora con altri spiriti secondo le necessità, e si muove fra territori differenti del mondo degli spiriti. Il medium posseduto, invece, è il destinatario passivo di uno spirito potente o di un dio. Ciò si riflette sugli usi differenti della musica in questione. La musica della possessione è in genere lunga nella durata, ipnotica, forte ed intensa. Il medium ha imparato a rispondere ai punti culminanti dell'intensità ritmica e del volume, entrando in una condizione di trance: la musica non è suonata dal medium ma da uno o più musicisti. Nello sciamanesimo, al contrario, la musica è suonata dallo sciamano stesso. La musica conferma il potere dello sciamano (ad esempio nelle parole della canzone dello sciamano) ed è usata attivamente dallo sciamano per modulare i movimenti ed i cambiamenti della sua condizione di stato interiore. Cambiamenti che agiscono come componenti del viaggio attivo all'interno del mondo dello spirito. In entrambi i casi il collegamento fra musica e stati alterati di coscienza dipende sia da fattori psicoacoustici che culturali e non si può quindi dire che sia solo la musica a causare la condizione di trance.

## Uso dei suoni
Il suono è tattile; considerando che le informazioni visive sono vissute come esperienza di superficie, le informazioni uditive sembrano essere sia fuori che all'interno del corpo. Nelle culture orali in cui la sopravvivenza coinvolge il contatto intimo con la natura, il suono collega spesso le sensibilità interne alle caratteristiche dell'ambiente. In molti casi questo è vero anche per la musica nella pratica sciamanica, come ad esempio nell'inclusione dell'imitazione di versi degli animali ecc.
Si può proporre che il materiale sonoro di cui si serve lo sciamano costituisca un sistema di suoni. Questa suggestione di una semiotica del materiale sonoro sciamanico sembra dipendere dell'assunzione di un linguaggio simbolico condiviso tra lo sciamano e la sua comunità. Questa supposizione è pericolosa poiché si avvererebbe che il linguaggio simbolico dello sciamano spesso possa essere colto solo dallo sciamano stesso e dai suoi iniziati: il linguaggio è condiviso non con la comunità umana ma con gli spiriti.
Lo sciamano fa uso del suono come catalizzatore di un ambiente interno immaginario, sperimentato come spazio-tempo sacro in cui egli viaggia ed incontra gli spiriti. I suoni, passando costantemente fra interno ed esterno, collegano questo spazio immaginario con lo spazio reale del rituale in cui lo sciamano si muove e compie azioni e gesti.
Uno sciamano può usare suoni differenti per scopi rituali differenti:

### Installazione suono-spaziale del rituale
Un elemento molto importante nello sciamanesimo siberiano è l'uso di oggetti metallici pendenti - comprese spesso le piccole campane - che vengono legati al mantello rituale, alla parte interna del tamburo e talvolta anche al battitore. Questa pratica crea un campo sonoro intero ma in movimento continuo, quindi percepito come un singolo suono complesso. Un elemento ulteriore è la spazializzazione del suono determinata non solo tramite il movimento dello sciamano, ma anche nel compiere l'azione del lanciare la voce all'interno del tamburo per generare l'illusione che la voce sia generata altrove. Sciamani differenti e tradizioni locali differenti usano suoni differenti. Per esempio, nel sud della Repubblica di Tuva ed in Mongolia, il khomus, o scacciapensieri, è comunemente e particolarmente usato nei rituali di sciamanizzazione.

### Preparazione
Alcuni suoni particolari, come quello delle campane, possono essere usati per la purificazione del luogo in cui il rituale dovrà essere effettuato. Questo perché un contatto con gli spiriti è sempre potenzialmente pericoloso: uno dei pericoli è quello di inquinamento del rituale.

### Evocare e mandare indietro gli spiriti
Una campana può anche essere usata per evocare o per mandare indietro gli spiriti. Gli sciamani inoltre con le stesse finalità possono imitare i suoni degli uccelli e degli animali.

### Guarigione
All'interno del rituale sciamanico, il suono può anche avere potere curativo.Può quindi essere concepito come un mezzo per inviare l'energia spirituale dallo sciamano a una persona sofferente.
La tradizione tuvana afferma che le persone ammalate vengono guarite dal suono di uno strumento composto dal legno di un albero colpito e bruciato da un lampo.

## La canzone dello Sciamano
La canzone dello sciamano - o algysh in tuvano - è diversa per ogni sciamano. Racconta del suo luogo di nascita, della sua iniziazione, della sua linea di discendenza ancestrale, di doti speciali e speciali legami con spiriti particolari. La melodia e le parole sono composte dallo sciamano stesso e generalmente rimangono le stesse per tutto l'arco della sua vita professionale. L'algysh è cantato spesso verso l'inizio del rituale ed è accompagnato dal suono del tamburo dungur. Il canto serve a ricordare allo sciamano la propria identità e il proprio potere. Afferma le sue abilità e lo annuncia agli spiriti. In alcune tradizioni la canzone dello sciamano viene suddivisa in brevi sezioni, che possono variare ed essere ricombinate durante differenti prestazioni.

## Il tamburo dello Sciamano
Il tamburo a membrana singola è ampiamente usato nel rituale sciamanico. Si afferra tramite un manico di legno fissato internamente alla cassa e viene suonato per mezzo di un battitore specifico che può anche in sé essere un sonaglio. Spesso al tamburo sono fissati oggetti rituali metallici che pendendo producono suono. Il tamburo sarà costruito con materiali consacrati: la scelta dell'albero e della pelle sono molto accurate e talvolta compiute da uno specialista nella creazione di strumenti. Inoltre, solitamente, verrà "vivificato " da uno sciamano più potente affinché gli si conferiscano le relative proprietà spirituali. La pelle a volte è decorata da un grafico che rappresenta tipicamente la divisione dell'universo nei mondi superiore, medio e inferiore. Un rituale sciamanico comincia spesso con il riscaldamento della pelle del tamburo sopra un fuoco, affinché lo si porti fino alla tensione voluta. Sono state avanzate alcune teorie per spiegare in termini generali l'importanza della percussione nella musica rituale. Tuttavia, nel caso dello sciamanesimo, sembra che il tamburo portatile sia altamente adatto per una prestazione in cui l'azione ed il gesto sono la linea guida. Il gesto fisico del suonare il tamburo, infatti, è integrato spesso a una danza sciamanica. Per questo motivo il suonare il tamburo non si limita al tempo stabile ma può accelerare e rallentare con accenti irregolari. In alcune regioni, la pelle del tamburo dello sciamano dovrebbe essere tagliata dopo la sua morte. In altri, no.

## I gruppi sciamanici
A partire dai tardi anni 80, con la liberalizzazione delle restrizioni politiche, un certo numero di culture autoctone siberiane ha subito una rinascita culturale; gli sciamani hanno cominciato a esercitarsi apertamente e alcuni musicisti a formare bands che si ispirano alle tradizioni sciamaniche. Cholbon e Ai-Tal, nel Sakha/Yakutsk, Biosyntes e Yat-Kha in Tuva rientrano in questa categoria. Tuttavia i musicisti interessati, benché talvolta incerti sul proprio ruolo, riconoscono l'importante differenza fra gli artisti che usando i temi sciamanici e gli sciamani stessi. Le bands nell'ovest hanno cominciato ad applicare senza distinzione l'etichetta di "sciamanico" a tutta la musica potenzialmente in grado di indurre una condizione di trance. Ciò era parzialmente dovuto alla rarità delle registrazioni dei reali rituali degli sciamani. Nel frattempo il gruppo britannico-tuvano K-Space sviluppa una pratica di combinazione fra improvvisazione, elettronica, tecniche sperimentali di registrazione e di montaggio, con la dimensione più sciamanica della musica tradizionale tuvano. In Ungheria, Vágtázó HallotKémek, i Galloping Coroners, si inscrivono sotto la bandiera dello shamanpunk usando materiali etnografici come veri e propri manuali guida su come raggiungere e comunicare le condizioni estatiche.

## La musica sciamanica coreana
La Corea è l'unico paese in cui lo sciamanesimo sembra sia stato una religione di Stato, esercitata da categorie sociali colte, durante il periodo di tre regni (57 a.C. - 668 d.C.). Nell'ambito delle dinastie successive, con l'arrivo del confucianesimo, del Taoismo e del Buddismo lo sciamanesimo è stato relegato gradualmente a pratica popolare o folklorica. La condizione ufficiale iniziale dello sciamanesimo è la spiegazione probabile del fatto che il rituale sciamanico in Corea si sia sviluppato in forme altamente complesse e prefissate. La musica utilizzata nei rituali sciamanici è quindi più elaborata in Corea che altrove. Inoltre, dall'emergere del nazionalismo contemporaneo coreano, si è adottata una forte politica di intervento statale per la conservazione delle tradizioni artistiche. Tutti questi fattori rendono particolarmente difficile in Corea, distinguere nella musica rituale sciamanica la forma "pura" dalle forme dell'esecuzione concertistica e dalle forme ibride. Per esempio, il genere Sinawi è una forma musicale che può essere utilizzata sia nei rituali sciamanici, sia per accompagnare balli folklorici, sia per performance musicali nella città. Nel contesto rituale lo Sinawi è eseguito spesso da un piccolo ensemble di cui fanno parte il tamburo a clessidra changgo e due strumenti melodici, spesso il flauto taegum e l'oboe p'iri. Nei concerti l'ensemble è ampliato da strumenti a corde. Lo Sinawi moderno è suonato nel modo minore in misura di 12/8. Il ruolo della musica nello sciamanesimo coreano sembra intermedio fra quello del modello della trance e del modello siberiano: nel rituale di Kut, la musica, suonata dai musicisti, prima chiama il dio per possedere il mudang (sciamano), poi accompagna il dio durante il suo tempo nel corpo dello sciamano, quindi a conclusione del rituale manda indietro e calma il dio. Tuttavia, lo sciamano è il cantante e danzatore ed è lui che dirige i musicisti.

## Musica sciamanica Bön e musica buddista
Prima che il Buddismo giungesse nel Tibet, la forma locale di sciamanesimo era il Bön. Il Bön si è sviluppato in una religione organizzata. Quando il Buddismo è arrivato, entrambe le religioni hanno intrapreso una vicendevole concorrenza ed hanno incluso molte delle pratiche dell'una nell'altra. Il tamburo dello sciamano Bön, fissato su un palo, si è integrato agli ensemble musicali dei rituali buddisti tibetani. Inoltre, anche lo shang - un genere di campana-cimbalo - è stato adottato nei rituali buddisti. Precedentemente veniva usato soltanto dagli sciamani per eliminare l'energia negativa prima dei rituali. La pratica di dare un'identità sonora alle divinità, di chiamare loro e di mandare loro indietro per mezzo di suoni, sembra giungere nella pratica buddista tibetana proprio dalla tradizione Bön.

## Discografia
- Mongolie Chamanes et Lamas, Ocora C560059 (1994)
- Shamanic and Narrative Songs from the Siberian Arctic, Sibérie 1, Musique du Monde, BUDA 92564-2
- Musiche e sciamani, Musica del mondo, Textus 001 (2000). (Contiene brani estratti dalla raccolta di sette CD di musica siberiana BUDA a cura di Henry Lecomte. Allegato al volume Musiche e sciamani, ed Antonello colimberti, Textus 2000.)
- Kim Suk Chul Ensemble: Shamanistic Ceremonies of the Eastern Seaboard, JVC, VICG-5261 (1993)
- Trommeln der Schamanen, Tondokumente der Ausstellung, Völkerkundemuseum der Universität Zürich (2007)
- Tuva, Among the Spirits, Smithsonian Folkways SFW 40452 (1999)
- Stepanida Borisova, Vocal Evocations of Sakha-Yakutia (1) SOASIS 17 (2008)
- Chyskyyrai, Vocal Evocations of Sakha-Yakutia (2) SOASIS 18 (2008)
- Gendos Chamzyrzn, Kamlaniye, Long Arms (Russia) CDLA 04070 (2004)
- Tabuk, Contemporary Sakha Folk Music, Feelee LP (Russia) FL 3018/019 (1991)